# Sandro Mamuk'elashvili
Aleksandre Mamuk'elashvili, detto Sandro (in georgiano ალექსანდრე "სანდრო" მამუკელაშვილი?; New York, 23 maggio 1999), è un cestista georgiano con cittadinanza statunitense.

## Carriera
Cresciuto nel settore giovanile della Pallacanestro Biella, nel 2016 si trasferisce alla Montverde Academy con cui disputa un anno di high school. Nel 2017 passa alla Seton Hall University, con cui disputa la carriera collegiale. Nel Draft NBA 2021 viene scelto con la 54ª scelta assoluta dai Milwaukee Bucks.
Nel 2023 lascia i Bucks e comincia a vestire la maglia dei San Antonio Spurs. Il 19 marzo 2025, nella partita contro i New York Knicks, raggiunge il suo career high mettendo a segno ben 34 punti, oltre a 9 rimbalzi e 3 assist in 19 minuti in campo. Ha anche superato il record di punti messi a segno giocando meno di 20 minuti.

## Statistiche

### NCAA
| Anno      | Squadra            | PG  | PT | MP   | TC%  | 3P%  | TL%  | RP  | AP  | PRP | SP  | PP   |
| --------- | ------------------ | --- | -- | ---- | ---- | ---- | ---- | --- | --- | --- | --- | ---- |
| 2017-2018 | Seton Hall Pirates | 34  | 0  | 9,6  | 47,1 | 29,6 | 60,0 | 1,9 | 0,5 | 0,2 | 0,5 | 2,6  |
| 2018-2019 | Seton Hall Pirates | 34  | 34 | 29,4 | 43,7 | 30,1 | 61,2 | 7,8 | 1,6 | 0,6 | 1,2 | 8,9  |
| 2019-2020 | Seton Hall Pirates | 20  | 18 | 26,2 | 54,0 | 43,4 | 65,8 | 5,9 | 1,4 | 0,5 | 0,6 | 11,9 |
| 2020-2021 | Seton Hall Pirates | 27  | 27 | 35,6 | 43,4 | 33,6 | 71,4 | 7,6 | 3,2 | 1,1 | 0,6 | 17,5 |
| Carriera  | Carriera           | 115 | 79 | 24,4 | 45,9 | 33,9 | 66,3 | 5,7 | 1,6 | 0,6 | 0,7 | 9,6  |

#### Massimi in carriera
- Massimo di punti: 32 vs St. John's (11 dicembre 2020)[7]
- Massimo di rimbalzi: 18 vs Villanova (9 marzo 2019)
- Massimo di assist: 7 vs Marquette (17 dicembre 2020)
- Massimo di palle rubate: 3 (3 volte)
- Massimo di stoppate: 4 (2 volte)
- Massimo di minuti giocati: 44 vs St. John's (11 marzo 2021)

### NBA

#### Regular Season
| Anno      | Squadra           | PG  | PT | MP   | TC%  | 3P%  | TL%  | RP  | AP  | PRP | SP  | PP   |
| --------- | ----------------- | --- | -- | ---- | ---- | ---- | ---- | --- | --- | --- | --- | ---- |
| 2021-2022 | Milwaukee Bucks   | 41  | 3  | 9,9  | 49,6 | 42,3 | 81,8 | 2,0 | 0,5 | 0,2 | 0,2 | 3,8  |
| 2022-2023 | Milwaukee Bucks   | 24  | 0  | 9,0  | 32,8 | 21,9 | 66,7 | 2,3 | 0,7 | 0,2 | 0,2 | 2,4  |
| 2022-2023 | San Antonio Spurs | 19  | 7  | 23,3 | 45,3 | 34,3 | 69,2 | 6,8 | 2,4 | 0,5 | 0,4 | 10,8 |
| 2023-2024 | San Antonio Spurs | 46  | 5  | 9,8  | 47,1 | 29,7 | 73,5 | 3,2 | 1,1 | 0,2 | 0,3 | 4,1  |
| 2024-2025 | San Antonio Spurs | 61  | 0  | 11,2 | 50,2 | 37,3 | 74,1 | 3,1 | 0,8 | 0,4 | 0,3 | 6,3  |
| Carriera  | Carriera          | 191 | 15 | 11,5 | 47,1 | 34,8 | 73,1 | 3,1 | 0,9 | 0,3 | 0,3 | 5,2  |

#### Massimi in carriera
- Massimo di punti: 34 vs New York Knicks (19 marzo 2025)[8]
- Massimo di rimbalzi: 14 vs Memphis Grizzlies (17 marzo 2023)
- Massimo di assist: 6 vs Utah Jazz (17 dicembre 2022)
- Massimo di palle rubate: 3 vs New Orleans Pelicans (21 marzo 2023)
- Massimo di stoppate: 2 (4 volte)
- Massimo di minuti giocati: 43 vs Cleveland Cavaliers (10 aprile 2022)

### NBA G-League
| Anno      | Squadra        | PG | PT | MP   | TC%  | 3P%  | TL%  | RP   | AP  | PRP | SP  | PP   |
| --------- | -------------- | -- | -- | ---- | ---- | ---- | ---- | ---- | --- | --- | --- | ---- |
| 2021-2022 | Wisconsin Herd | 15 | 14 | 32,5 | 54,7 | 40,8 | 45,2 | 10,5 | 3,1 | 0,9 | 1,3 | 20,6 |
| 2022-2023 | Wisconsin Herd | 15 | 9  | 32,5 | 51,9 | 26,9 | 66,7 | 10,1 | 4,1 | 1,1 | 0,8 | 20,3 |
| 2023-2024 | Austin Spurs   | 1  | 1  | 35,2 | 48,0 | 38,5 | 75,0 | 23,0 | 4,0 | 0,0 | 1,0 | 34,0 |
| Carriera  | Carriera       | 31 | 24 | 32,6 | 53,0 | 34,6 | 56,1 | 10,7 | 3,6 | 1,0 | 1,1 | 20,9 |